# So Close
《So Close》是美国乡村音乐女歌手及女演员詹妮特·麦柯迪的首支单曲。单曲于2009年3月10日通过iTunes及亚马逊发行。

## 主题
《So Close》讲述了一个女孩所暗恋的男孩看起来“很近”但是在物理上或思想上很远。单曲的主题基于詹妮特自己的一段经历。

## 发行
乡村音乐电视台的将单曲描述为“一首来自以流行工厂而闻名的尼克国际儿童电视台的清新的乡村歌曲。”

## 曲目列表
iTunes单曲
1. "So Close" — 3:49